# Ville di Fiemme
Ville di Fiemme är en kommun i provinsen Trento i regionen Trentino-Sydtyrolen i Italien. Kommunen hade 2 641 invånare (2022)
Kommunen Ville di Fiemme bildades den 1 januari 2020 genom en sammanslagning av de tidigare kommunerna  Carano, Daiano och Varena.